# تپو راستیو
تپو راستیو (فنلاندی: Teppo Rastio؛ زادهٔ ۱۵ فوریهٔ ۱۹۳۴) بازیکن هاکی روی یخ و بازیکن فوتبال اهل فنلاند بود.